# The Mark of Cain (film, 1917)
Pour les articles homonymes, voir The Mark of Cain.
Pour plus de détails, voir Fiche technique et Distribution.
The Mark of Cain est un film muet en noir et blanc américain réalisé par George Fitzmaurice et sorti en 1917.

## Synopsis
Accusé d'avoir tuer son oncle, le jeune Kane Langdon se retrouve emprisonné mais Alice, la fille adoptive du défunt, ne croit pas à sa culpabilité et lorsqu'il s'échappe, il la rejoint dans l'enquête pour découvrir la vérité sur le meurtre.
Ils apprennent  ainsi que si Alice épouse un vieil ami de feu Trowbridge, le juge Hoyt, elle héritera de toute la fortune de son père adoptif. Ils réalisent ainsi que c'est Hoyt lui-même qui a tué son ami après l'avoir forcé à rédiger ce testament afin de s'emparer de l'héritage lorsque le juge épousera Alice, dont il a toujours été un grand admirateur.
Après avoir réussi à lui faire avouer le crime, les deux amoureux peuvent enfin vivre leur amour librement.

## Fiche technique
- Réalisation : George Fitzmaurice
- Directeur de la photographie : Arthur C. Miller
- Scénario : Philip Bartholomae
- Histoire : Carolyn Wells
- Date de sortie :
  - États-Unis : 4 novembre 1917
- Genre : Mystère
- Longueur du film (mètres) : 900 m (3 bobines) (nouvelle copie 1922) et 1500 m (5 bobines)
- Format du film négatif : 35 mm
- Ratio : 1,33 : 1

## Distribution
- Antonio Moreno : Kane Langdon
- Irene Castle : Alice
- J.H. Gilmour : Trowbridge
- Eleanor Black : La gouvernante
- John St. Polis : Juge Hoyt

## Informations imprimées dans les médias
- Motion Picture News (27 octobre 1917)
- Motography (17 novembre 1917)
- Moving Picture World (27 octobre 1917)
- Moving Picture World (3 novembre 1917)
- New York Dramatic Mirror (20 octobre 1917)
- Wid's Film Daily (1er novembre 1917)